# Mogens Palle
Mogens Palle (14 de marzo de 1934-27 de agosto de 2022) fue un promotor y mánager de boxeo profesional danés.

## Biografía
Participó en más de doscientos combates por títulos europeos y mundiales y trabajó con Ayub Kalule, Tom Bogs, Jimmy Bredahl, Thomas Damgaard, Brian Nielsen, Chris Christensen, Jørgen Hansen, Steffen Tangstad y Mikkel Kessler, entre otros boxeadores. A mediados de la década de 1960 fue el entrenador europeo de Sonny Liston, y en 2001 organizó el encuentro entre Mike Tyson y Brian Nielsen en Dinamarca. También trajo a Dinamarca a estrellas del boxeo como Carlos Monzón, Larry Holmes, Emile Griffith, Ken Buchanan y John Conteh.
Durante su carrera trabajó junto con su padre Thorkild y su hija Bettina. En 2008 fue incluido en el Salón Internacional de la Fama del Boxeo.
Mogens Palle falleció el 27 de agosto de 2022, víctima de un cáncer de pulmón. Tenía 88 años.